# Ling Jihua
Pour les articles homonymes, voir Ling.
Dans ce nom, le nom de famille précède le nom personnel.
Ling Jihua (令计划), né le 22 octobre 1956, est un homme politique chinois proche de Hu Jintao, alors que celui-ci est Président de la République populaire de Chine. Chef du Bureau général du Comité central du parti communiste chinois, il est « rétrogradé » à la direction du département du Front uni au sein du parti, après le décès controversé de son fils au volant d'une Ferrari. En 2015, le parti annonce son exclusion et il est condamné à la prison à vie l'année suivante.

## Biographie
Ling Jihua est un proche conseiller de Hu Jintao,,, ancien allié de ce dernier.
Ling Gu, le fils de Ling Jihua chef de la direction générale du Comité central du parti, se tue au volant d'une Ferrari noire en mars 2012.  Il était accompagné de deux jeunes femmes qui sont grièvement blessées dans l'accident, l'une était nue, l'autre à moitié vêtue. Quatre mois ont été nécessaires pour découvrir qui était le « prince rouge » au volant de la Ferrari, une voiture estimée à 788 000 dollars. La censure ayant essayé d'« étouffer l’affaire » en interdisant les termes « Ferrari noire » sur les moteurs de recherche du Web.
Jiang Jiemin est mis en cause dans l'affaire du fils de Ling Jihua. En novembre 2012, le South China Morning Post indiquait que Jiang avait été interrogé sur les millions de yuans alloués par la Cnpc aux familles de deux femmes blessées lors de l'accident de Ferrari où le fils de Liang avait trouvé la mort. Pour Chen Ziming, analyste du journal hong-kongais  South China Morning Post qui a révélé le scandale, les luttes au sein du pouvoir chinois sont telles que la moindre affaire est exploitée pour déstabiliser le clan adverse.
En septembre 2012, Ling Jihua quitte son poste de chef du Bureau général du Comité du Parti pour assurer la « fonction symbolique » de directeur du département du Front Uni chargé des relations avec les minorités.
En octobre 2014. Ling Jihua est considéré comme susceptible d'être mis en cause dans une affaire de corruption. L'enquête pour corruption est confirmée en décembre. Le 31 décembre 2014, il est démis de son poste de chef du département du Front uni au sein du Parti.
En janvier 2015, le  South China Morning Post, un quotidien de Hong Kong, mentionne une proximité entre Ling Jihua et Ma Jian à la tête du contre-espionnage chinois avant d'être placé en détention après des accusations de corruption.
En juillet 2015, le parti communiste prononce son exclusion et annonce un prochain jugement « Ling Jihua a gravement violé la discipline politique […]. Il a profité de ses fonctions pour tirer des bénéfices en faveur d’autres personnes et accepté, par lui-même ou à travers sa famille, des montants importants de pots-de-vin. […] Il a accepté, pour lui-même ou pour sa femme, de l’argent ou des biens, et tiré des avantages en faveur de l’entreprise de sa femme. Ling Jihua a commis l’adultère avec plusieurs femmes et a recouru à son pouvoir pour des faveurs sexuelles. Ling Jihua a gravement violé la discipline du Parti et terni son image, ce qui a exercé une influence extrêmement mauvaise dans la société »,. En mai 2016, l'agence Chine nouvelle annonce qu'il va être déféré devant un tribunal. Puis il est condamné à la prison à vie en juillet 2016, « pour corruption, obtention illégale de secrets d’Etat et abus de pouvoir »,.

## Famille
Ling Jihua a deux frères et une sœur. 
Ling Wancheng (en), est un riche homme d'affaires et un golfeur réputé. Il fait l'objet d'une enquête pour corruption depuis 2014. Selon le New York Times, il a quitté la Chine pour se réfugier aux États-Unis. Ling Wancheng pourrait donner des informations sensibles sur des domaines technologiques ou du Parti communiste chinois. Le Times indique que la Chine demande l’extradition de Ling Wancheng, le gouvernement américain refuse.
Ling Zhengce (en), un autre frère, est un homme politique, lui aussi accusé de corruption depuis juin 2014.

### Note
1. ↑  L'adultère constitue, dans les codes du Parti communiste chinois, une faute grave.